# Matapura, Kolar
Matapura là một làng thuộc tehsil Kolar, huyện Kolar, bang Karnataka, Ấn Độ.